# Martin Powell
Pour l’article homonyme, voir Martin Powell (baseball).
Martin Powell, né le 19 juillet 1973 à Sheffield dans le (Yorkshire), est un musicien anglais (violon, clavier, guitare). Il a collaboré avec My Dying Bride, Anathema, Cryptal Darkness et Cradle of Filth.

## Biographie
En 1991, Martin Powell a été auditionné pour devenir guitariste au sein du groupe de doom metal My Dying Bride, mais n'a pas été retenu. Néanmoins, ses compétences en tant que violoniste et claviériste ont attiré l'attention du groupe. Il a alors été engagé en tant que musicien de session, avant de devenir membre permanent en tant que violoniste / claviériste. Martin est présent sur quatre album de My Dying Bride (As The Flower Withers, Turn loose the swans, The angel and the dark river et Like gods of the sun). 
En 1998, Powell quitte le groupe My Dying Bride et rejoint Anathema, dans le rôle de claviériste de session, formation qu'il quitte deux ans plus tard. 
En 2000, Powell rejoint Cradle of Filth, peu de temps le guitariste Paul Allender, afin de remplacer Les Lecter Smith. Le groupe s'attèle ensuite à enregistrer l'album Midian. En 2003 sort l'album Damnation and a Day, où il fait appel à un orchestre de 40 pièces pour lequel il écrit les partitions. Il a en outre joué de la guitare sur plusieurs titres de cet album. L'album Nymphetamine, paru en 2004, sera son dernier pour le compte de Cradle of Filth. En 2005, Powell annonce son intention de quitter le groupe par l'intermédiaire du  site officiel. 
Depuis son départ du groupe, Powell est retourné à l'université afin d'obtenir un diplôme de musique. Il est toutefois resté en contact avec certains ex-membres de Cradle of Filth. Powell est apparu sur le DVD de Type O Negative, Symphony for the Devil. En 2010, il a enregistré les parties clavier de l'album de Sarah Jezebel Deva, A Sign of Sublime.

## Discographie

### AvecMy Dying Bride
- As The Flower Withers, 1992 (album)
- Turn Loose the Swans, 1993 (album)
- The Angel and the Dark River, 1995 (album)
- Like Gods of the Sun, 1996 (album)

### AvecCradle Of Filth
- Midian 2000 (album)
- Bitter Suites to Succubi 2001 (EP)
- Lovecraft and Witch Hearts 2002 (compilation)
- Live Bait for the Dead 2002 (live)
- Damnation and a Day 2003 (album)
- Nymphetamine 2005 (album)

### AvecSarah Jezebel Deva
- A sign Of Sublime, 2010 (album)

## Vidéos
- Heavy left-handed and candid (DVD)
- Mannequin (DVD)
- Babalon AD (So Glad for the Madness) (DVD)
- Peace Through Superior Firepower, 2005 (DVD)